# Wojeckoje (rejon baryski)
Wojeckoje (ros. Воецкое) – wieś (sieło) w Rosji, w obwodzie uljanowskim, w rejonie baryskim. W 2021 liczyła 293 mieszkańców.